# Prospero minimum
Prospero minimum är en sparrisväxtart som beskrevs av Franz Speta. Prospero minimum ingår i släktet Prospero och familjen sparrisväxter. Inga underarter finns listade i Catalogue of Life.